# Freiwillige Feuerwehr Alzey
Die Freiwillige Feuerwehr Alzey ist die älteste bekannte Feuerwehr Deutschlands. Sie besteht aus einer aktiven Einsatzabteilung mit etwa 50 Einsatzkräften in der Kernstadt von Alzey, einer Jugendfeuerwehr, der Alters- und Ehrenabteilung sowie der Feuerwehr- und Stadtkapelle. Das im März 2019 neu bezogene Feuerwehrhaus der Freiwilligen Feuerwehr (FF) Alzey befindet sich am westlichen Stadtrand von Alzey in der Kreuznacher Straße 112.

## Geschichte und Ausrüstung
Im Gegensatz zur im Jahr 1840 gegründeten Freiwilligen Feuerwehr Meißen, die als älteste Freiwillige Feuerwehr nach heutigem Verständnis gilt, wurde die Feuerwehr in Alzey erstmals am 10. September 1799 als Feuer Compagnie im Agentschaftsregister der Stadt Alzey schriftlich erwähnt:

„Da man die Feuersprize der Gemeinde Alzey wieder zu repariren, und in einen vollkomenen Zustand zu sezen gesucht hat, so ist es nothwendig … eine sogenannte Feuer Compagnie zu errichten … (um) die Feuersprize und die dazugehörigen Instrumente zu vißitiren … und bei einem allenfals ausbrechenden Brande das ganze Geschäft der Feuersprize zu dirigieren.“

Erst im Jahr 1864 wurde nach Beratung der Stadt durch den Kommandanten der Mainzer Feuerwehr Carl Weiser eine „Freiwillige Feuerwehr Alzey“ gegründet.
Anfangs bestand die Ausrüstung aus ledernen Löscheimern, Leitern, Einreißwerkzeugen sowie einer Feuerspritze. Später kamen drei weitere Feuerspritzen hinzu, wovon eine von der Aachener Feuer-Versicherungs-Gesellschaft gestiftet wurde, so dass die Feuerwehr 1864 mit 4 Feuerspritzen ausgerüstet war. Bis 1892 wurden zusätzlich zwei Schlauchwagen angeschafft. 1934 wurde mit eigenen Mitteln ein gebrauchter Lieferwagen angeschafft und in Eigenleistung der Feuerwehrangehörigen zum Leiterwagen mit Motorspritze umgebaut. Später wurde ein weiteres Fahrzeug sowie eine weitere Motorspritze angeschafft, so dass die Feuerwehr einen kompletten motorisierten Löschzug stellen konnte. Anfang der 1940er erhielt die Feuerwehr eine Kraftfahrspritze 8 bzw. LF 8 (leichtes Löschgruppenfahrzeug der Feuerschutzpolizei und damaligen Freiwilligen Feuerwehren). 1944 kamen zwei LF 15 und ein weiteres LF 8 dazu. Die Gerätschaften und Fahrzeuge der Alzeyer Feuerwehr wurden während des Zweiten Weltkriegs nicht beschädigt und blieben vollständig erhalten.
In der heutigen Zeit besteht der Fuhrpark aus 17 Fahrzeugen verschiedener Aufbauarten. Die FF Alzey ist zudem Komponente des Gefahrstoffzugs im Landkreis Alzey-Worms.
Zusätzlich zur FF Alzey existieren in den Alzeyer Stadtteilen die Stadtteilfeuerwehren Dautenheim, Heimersheim und Weinheim mit etwa 55 Einsatzkräften. Für die drei Stadtteilfeuerwehren wurde 2007 ein Hilfeleistungslöschgruppenfahrzeug HLF 10/10 angeschafft, welches jeweils 3 Monate abwechselnd in einem der drei Stadtteile stationiert wird. Die Stadtteilfeuerwehren und die FF Alzey unterstützen sich gegenseitig. Die Stadtteilfeuerwehren werden bspw. bei mittleren und größeren Einsätzen mitalarmiert.

## Fuhrpark

### FF Alzey
- Einsatzleitwagen 1
- 2 × Kommandowagen
- 2 × Hilfeleistungslöschgruppenfahrzeug 20
- Drehleiter DLK 23/12
- Tanklöschfahrzeug 16/25 des Landkreises
- Tanklöschfahrzeug 20/40 des Landkreises
- Rüstwagen Kran des Landkreises
- Wechselladerfahrzeug Atemschutz des Landkreises
- Wechselladerfahrzeug Nachschub
- Wechselcontainer Einsatzleitung
- Wechselladerfahrzeug 26 t des Landkreises
- mehrere Abrollcontainer des Landkreises wie Gefahrgut, Einsatzstellenhygiene und Hochvolt(für brennende E-Fahrzeuge)
- Kleineinsatzfahrzeug
- Mehrzweckfahrzeug
- Mannschaftstransportfahrzeug

### Stadtteilfeuerwehren
- Hilfeleistungslöschgruppenfahrzeug 10/10
- 2 × Tragkraftspritzenfahrzeug TSF-W
- 2 × Mannschaftstransportfahrzeuge

## Einsatzgebiet
Die jährlich etwa 250 Einsätze der FF Alzey werden durch die Integrierte Leitstelle der Berufsfeuerwehr Mainz disponiert. Das Einsatzgebiet umfasst die Stadt Alzey und deren Stadtteile, verschiedene Bundes- und Landstraßen sowie circa 50 Kilometer der Bundesautobahn 63 und Bundesautobahn 61 sowie das Autobahnkreuz Alzey. Zusätzlich kommen diverse Spezialfahrzeuge (wie z. B. der Rüstwagen-Kran), die zum Teil vom Landkreis Alzey-Worms beschafft und in Alzey stationiert wurden, auch im gesamten Landkreis zum Einsatz.

## Jugendfeuerwehr
Die Jugendfeuerwehr der Stadt Alzey wurde 1967 gegründet und gehört zu den ältesten Jugendfeuerwehren in Deutschland. Aktuell besteht die aktive Abteilung der FF Alzey zu mehr als 50 % aus eigenen übernommenen Mitgliedern der Jugendfeuerwehr. Das Tragkraftspritzenfahrzeug der FF Alzey ist einsatzbereit, wird aber vorrangig von der Jugendfeuerwehr genutzt.

## Feuerwehr- und Stadtkapelle
Die im Jahr 1893 als Spielmannszug gegründete Feuerwehr- und Stadtkapelle ist heute ein klassisches Blasorchester bestehend aus einem Holzsatz, hohem Blech, tiefem Blech und Schlagwerk. Zu den Höhepunkten des Orchesters zählen unter anderem der Gewinn der Goldmedaille beim Wertungsspiel des Deutschen Feuerwehrverbands im Jahr 1980 sowie ein Konzert anlässlich des Besuches der Königin des Vereinigten Königreichs Großbritannien und Nordirland Elisabeth II. in Mainz 1978.